# Step Up: High Water
Step Up: High Water è una serie televisiva statunitense creata da Holly Sorensen e basata sul franchise di Step Up.
La serie è stata prodotta anche da Channing Tatum e Jenna Dewan, protagonisti del primo film.
La prima stagione, composta da 10 episodi è stata pubblicata su YouTube Premium il 31 gennaio 2018.. Dopo esser stata cancellata nel 2019, a maggio 2020 viene annunciata la terza stagione che debutterà sul network Starz. Le prime due stagioni sono disponibili in Italiano sul canale Starz Play Italia dal 28 marzo 2021.

## Trama
I protagonisti della serie sono gli studenti della "High Water", la scuola di arti dello spettacolo più spietata di Atlanta. Quando i gemelli Tal e Janelle si trasferiscono dall'Ohio si ritrovano immersi in un mondo in cui ogni mossa è una prova. Nel loro nuovo mondo, dentro e fuori la pista da ballo, scopriranno quanto sono disposti a lottare per realizzare i propri sogni.

## Episodi
| Stagione         | Episodi | Pubblicazione USA | Pubblicazione Italia |
| ---------------- | ------- | ----------------- | -------------------- |
| Prima stagione   | 10      | 2018              | 2018                 |
| Seconda stagione | 10      | 2019              | 2019                 |

## Personaggi e interpreti

### Principali
- Janelle Baker, interpretata da Lauryn McClain
- Tal Baker, interpretata da Petrice Jones
- Dondre, interpretato da Marcus Mitchell
- Rigo, interpretato da Terrence Green
- Davis Jimenez, interpretato da Carlito Olivero
- Odalie Allen, interpretata da Jade Chynoweth
- Poppy Martinez, interpretata da Kendra Oyesanya
- King, interpretato da Eric Graise
- Al Baker, interpretato da Faizon Love
- Sage Odom, interpretato da Ne-Yo

### Ricorrenti
- Collette Jones, interpretata da Naya Rivera (stagione 1-2)
- East-O, interpretato da R. Marcos Taylor
- Marquise, interpretato da Terayle Hill
- Johnny One, interpretato da Al Calderon
- Electra, interpretata da Saidah Nairobi

### Guest star
- Savion Glover

## Produzione

### Sviluppo
Il 23 giugno 2016, YouTube ha annunciato alla conferenza annuale di VidCon ad Anaheim, in California, che stavano sviluppando una nuova serie drammatica basata sulla serie di film Step Up con la produzione della Lionsgate Television insieme a Channing Tatum e Jenna Dewan-Tatum.
Il 23 giugno 2017, YouTube annunciò di aver ufficialmente dato a Step Up: High Water un ordine per una prima stagione composta da 10 episodi, ciascuno della durata di circa 45 minuti. La serie è stata descritta come il primo "dramma televisivo di grande budget, prodotto da Hollywood di YouTube Red e che il suo arrivo finirà per spostarlo in una competizione più diretta con altri servizi come Netflix e le reti via cavo tradizionali". Nell'annuncio, è stato rivelato che ogni episodio della serie costerebbe diversi milioni di dollari da produrre.

### Casting
Il 28 giugno 2017 è stato annunciato il cast e la troupe della serie. Il cast principale e ricorrente è composto da: Ne-Yo, Naya Rivera, Faizon Love, Lauryn McClain, Petrice Jones, Marcus Mitchell, Jade Chynoweth, Carlito Olivero, Terrence Green, R. Marcos Taylor, Eric Graise e Kendra Oyesanya. Le canzoni originali della serie sono scritte dal cantautore Jason "PooBear" Boyd e "Jingle" Jared Gutstadt. Il coreografo della serie originale Jamal Sims coreograferà il primo episodio dopo il quale gli episodi successivi saranno coreografati da Jamaica Craft. Adam Shankman ha diretto l'episodio pilota della serie. In seguito è stato riferito che Debbie Allen avrebbe diretto il secondo episodio. Nel gennaio 2018, è stato annunciato che Savion Glover sarebbe stato ospite nella serie come insegnante della High Water.

### Marketing
Il 12 luglio 2017, YouTube ha pubblicato un video che presenta il cast principale della serie. Il 13 agosto 2017, il cast della serie, tra cui Jade Chynoweth e Kendra Oyesanya, si è esibito ai Teen Choice Awards 2017.
Il 19 dicembre 2017, YouTube ha pubblicato il primo trailer della serie e ha annunciato che la serie avrebbe debuttato il 31 gennaio 2018, con tutti e dieci gli episodi pubblicati contemporaneamente. Il 30 gennaio 2018, YouTube ha collaborato con Fathom Events per alcune proiezioni speciali del primo episodio della serie in oltre 750 sale cinematografiche. L'evento includeva anche una proiezione del film Step Up del 2006 che ha lanciato la serie di cinque film, e uno sguardo dietro le quinte sulla realizzazione della serie televisiva.

### Rinnovi
Il 22 maggio 2018, viene rinnovata per una seconda stagione.
Il 30 Maggio 2020 dopo essere stata cancellata da Youtube viene acquisita dall’emittente Starz che la rinnova per una terza stagione di 10 episodi.